# Gromada Wręcza
Die Gromada Wręcza war eine Verwaltungseinheit in der Volksrepublik Polen zwischen 1954 und 1959. Verwaltet wurde die Gromada vom Gromadzka Rada Narodowa, dessen Sitz sich in Wręcza befand und aus 12 Mitgliedern bestand.

Die Gromada Wręcza gehörte zum Powiat Grodziskomazowiecki in der Woiwodschaft Warschau und bestand aus den ehemaligen Gromadas  Czekaj, Długowizna, Grabce Józefpolskie (außer ein östlichen der Autobahn gelegenes Gebiet von 15 ha), Grabce Towarzystwo, Grabce Wręckie, Krzyżówka, Lublinów, Marków-Świnice, Olszówka, Pieńki Towarzystwo, Świnice, Wręcza (mit Ausnahme von Nowy Dwór), Wręcza "A" und Wólka Wręcka der aufgelösten Gmina Radziejowice.

Zum 31. Dezember 1959 wurden die Dörfer Grabce Józefpolskie, Grabce Towarzystwo, Lublinów, Wólka Wręcka, Morków, Świnice, Czekaj, Długowizna und Grabce Wręckie aus der Gromada herausgelöst und zur Gromada Adamowice zugeordnet. Im Anschluss die Gromada Wręcza aufgelöst und das verbleibende Gebiet kam zur Gromada Korytów A.